# Affliction: Trilogy
Affliction: Trilogy（アフリクション：トリロジー）は、アメリカ合衆国の総合格闘技団体「Affliction」の大会の一つ。2009年8月1日、カリフォルニア州アナハイムのホンダセンターで開催される予定であった。

## 大会概要
メインイベントではWAMMA世界ヘビー級王者エメリヤーエンコ・ヒョードルと挑戦者ジョシュ・バーネットによる、WAMMA世界ヘビー級タイトルマッチが予定されていた。
開催11日前の2009年7月21日、カリフォルニア州アスレチック・コミッションがジョシュ・バーネットのサンプルからドロスタノロン（アナボリックステロイドの一種）の陽性反応が検出されたため、ライセンスを発行せず試合出場ができなくなった。Afflictionは代替選手探しに追われ、ボビー・ラシュリー、ブレット・ロジャース、ビクトー・ベウフォート、ヒカルド・アローナらが噂されたものの、開催8日前の7月24日に「新しい対戦相手を決めプロモーションするには時間が足りない」ことなどを理由に大会キャンセルが発表された。また、Afflictionの興行プロモートからの撤退およびUFCのスポンサーとして復帰することも発表された。
アンダーカードはHDNetで、メインカードはPPV中継される予定であった。

## 大会後
エメリヤーエンコ・ヒョードルはUFCと交渉していることも伝えられたが、契約はまとまらず、2009年8月3日にStrikeforceと出場契約をかわしたことが発表された。
同大会で行われる予定であったレナート・ババル対ゲガール・ムサシ戦は、2009年8月15日にStrikeforce世界ライトヘビー級タイトルマッチとして行われた。

## 予定カード

### M-1 Global Bouts
第1試合 ヘビー級 5分3R
 ジェシー・ギブス vs.  ロブ・ブロートン
第2試合 ミドル級 5分3R
 ルシオ・リニャーレス vs.  ジヴァニウド・サンターナ

### アンダーカード
第3試合 フェザー級 5分3R
 マーク・ホーミニック vs.  デイヴィダス・タウロセヴィチュス
第4試合 フェザー級 5分3R
 L.C.デイビス vs.  ハビエル・バスケス
第5試合 ライト級 5分3R
 クリス・ホロデッキー vs.  ダン・ローゾン
第6試合 ヘビー級 5分3R
 ベン・ロズウェル vs.  チェイス・ゴームリー
第7試合 ウェルター級 5分3R
 ジェイ・ヒエロン vs.  ポール・デイリー

### メインカード
第8試合 ライト級 5分3R
 五味隆典 vs.  ハファエロ・オリヴェイラ
第9試合 ヘビー級 5分3R
 ギルバート・アイブル vs.  ポール・ブエンテロ
第10試合 ミドル級 5分3R
 ジョルジ・サンチアゴ vs.  ビクトー・ベウフォート
第11試合 ライトヘビー級 5分3R
 レナート・ババル vs.  ゲガール・ムサシ
第12試合 WAMMA世界ヘビー級タイトルマッチ 5分5R
 エメリヤーエンコ・ヒョードル vs.  ジョシュ・バーネット